# Gerard County

Bischofswappen von Gerard County

Gerard Maximin County CSSp (* 15. Dezember 1960 in San Juan, Trinidad und Tobago) ist Bischof von Kingstown (St. Vincent und die Grenadinen).

## Leben
Gerard County wuchs als jüngstes von sechs Geschwistern auf und besuchte das Gymnasium in Woodbrook, einem Stadtteil von Port of Spain. Nach der Schulzeit durchlief er eine Ausbildung zum Bankkaufmann und arbeitete neun Jahre für eine Bank, zuletzt in leitender Stellung. 1988 trat er der Ordensgemeinschaft der Spiritaner bei und legte am 9. September 1991 die zeitliche Profess ab. Am 9. September 1994 legte er die ewige Profess ab. County empfing am 21. Januar 1996 das Sakrament der Priesterweihe. Danach arbeitete er 19 Jahre als Missionar in Mexiko, unter anderem als Pfarrer der Pfarrei San David Roldán Lara im Bistum Tampico, zuletzt als Provinzial der Spiritaner.
Am 22. Dezember 2015 ernannte ihn Papst Franziskus zum Bischof von Kingstown. Der Erzbischof von Port of Spain, Joseph Everard Harris CSSp, spendete ihm am 20. Februar 2016 die Bischofsweihe; Mitkonsekratoren waren der Bischof von Bridgetown, Charles Jason Gordon, und der emeritierte Bischof von Bridgetown, Malcolm Patrick Galt CSSp.